# 平有世
平 有世（たいら の ありよ、生没年不詳）は、平安時代初期から前期にかけての貴族。桓武平氏、参議・正躬王の子か。官位は従五位上・武蔵権守。

## 経歴
文徳朝の仁寿4年（854年）従五位下に叙爵する。天安2年（858年）清和天皇の践祚後まもなく左馬助に任ぜられる。貞観5年（863年）従五位上・刑部大輔に叙任されるが、翌貞観6年（864年）武蔵権守として地方官に転じた。

## 官歴
『六国史』による。
- 時期不詳：正六位上
- 仁寿4年（854年） 正月7日：従五位下
- 天安2年（858年）9月14日：左馬助
- 貞観5年（863年）正月7日：従五位上。2月10日：刑部大輔
- 貞観6年（864年）正月16日：武蔵権守